# Roohangiz Saminejad
Roohangiz Saminejad (24 de junio de 1916 – 3 de abril de 1997) fue una actriz iraní. Es famosa en Irán por interpretar a la heroína Golnar en Lor Girl (1934), que fue la primera película rodada en lengua persa, lo que la convirtió en la primera estrella de cine iraní de una película sonora.
Roohangiz Saminejad no era actriz profesional. Era la esposa de un empleado de la compañía cinematográfica. Fue descubierta por Abdolhossein Sepenta, que casi había perdido la esperanza de encontrar una actriz con el aspecto adecuado para la película. Su fuerte acento kermaní exigió algunos cambios en el guion.
Sólo rodó una película más, Shirin and Farhad, también producida por Sepenta. Según Hamid Reza Sadr, sufrió el ostracismo social de la cultura conservadora de la época por convertirse en actriz. También sufrió acoso sexual por parte de los hombres cuando salía en público. Tuvo que cambiar de nombre y vivir en el anonimato y la reclusión.